# Istenszülő elszenderedése fatemplom (Oláhlápos)
Az oláhláposi Istenszülő elszenderedése fatemplom műemlékké nyilvánított épület Romániában, Máramaros megyében. A romániai műemlékek jegyzékében az  MM-II-m-A-04811 sorszámon szerepel.